# Stade Chorotega
Le stade Chorotega est un stade de football situé à Nicoya au Costa Rica. Il a une capacité de 4 000 places. Il accueille l'équipe de football de Asociación Deportiva Guanacasteca.